# Tiffany Hayes
Tiffany Kiara Hayes (ur. 20 września 1989 Fort Polk South) – amerykańska koszykarka, posiadająca także azerskie obywatelstwo, występująca na pozycji rzucającej, od 2023 zawodniczka Connecticut Sun.
29 czerwca 2018 została zawodniczką CCC Polkowice. 23 maja 2019 dołączyła do hiszpańskiej Perfumerias Avenidy Salamanca. 9 lutego 2023 trafiła do Connecticut Sun.

## Osiągnięcia
Stan na 4 czerwca 2023, na podstawie, o ile nie zaznaczono inaczej.
NCAA
- Mistrzyni:
  - NCAA (2009, 2010)
  - turnieju Big East (2009–2012)
  - sezonu regularnego Big East (2009–2011)
- Uczestniczka rozgrywek NCAA Final Four (2009–2012)
- Most Outstanding Player (MOP=MVP) turnieju Kingston Regional (2012)
- Zaliczona do:
  - I składu:
    - All-Big East (2011, 2012)
    - najlepszych pierwszorocznych zawodniczek Big East (2009)

  - III składu All-America (2012 przez Associated Press)

WNBA
- Wicemistrzyni WNBA (2013)
- Zaliczona do:
  - I składu:
    - WNBA (2018)
    - debiutantek WNBA (2012)

  - II składu defensywnego WNBA (2018)
- Uczestniczka meczu gwiazd WNBA (2017)

Drużynowe
- Mistrzyni:
  - Hiszpanii (2020, 2021)[7][8]
  - Polski (2019)[9]
  - Izraela (2018)[10]
- Wicemistrzyni:
  - Euroligi (2021)
  - Turcji (2022, 2023)[11]
- Zdobywczyni:
  - pucharu:
    - Hiszpanii (2020)[7]
    - Turcji (2022)[11]
    - Izraela (2018)[10]
    - Polski (2019)[12]

  - Superpucharu Hiszpanii (2021)[8]
- Finalistka Superpucharu Hiszpanii (2019)[7]

Indywidualne
(* – nagrody przyznane przez eurobasket.com)
- MVP:
  - Pucharu Hiszpanii (2020)[7]
  - finałów ligi hiszpańskiej (2021)*[8]
- Zaliczona do:
  - I składu:
    - pucharu Polski (2019)[13]
    - EBLK (2019)[14]
    - zawodniczek zagranicznych ligi hiszpańskiej (2021)*[8]

  - II składu ligi*:
    - izraelskiej (2018)[10]
    - hiszpańskiej (2021)[8]

  - składu honorable mention ligi*:
  - tureckiej (2016, 2022)[15][11]
  - hiszpańskiej (2020)[7]

Reprezentacja
- Mistrzyni:
  - uniwersjady (2009)
  - turnieju Youth Development Festival (2007)
- Uczestniczka turnieju 3x3 podczas Igrzysk Europejskich (2015 – ćwierćfinał)